# Issus maderensis
Issus maderensis är en insektsart som beskrevs av Lindberg 1954. Issus maderensis ingår i släktet Issus och familjen sköldstritar. Inga underarter finns listade i Catalogue of Life.